# مونترئال ریور (میشیگان)
مونترئال ریور (میشیگان) (به انگلیسی: Montreal River (Michigan)) رودخانه‌ای است که در ایالات متحده آمریکا جریان دارد.